# Shanor-Northvue
Shanor-Northvue é uma Região censo-designada localizada no estado norte-americano de Pensilvânia, no Condado de Butler.

## Demografia
Segundo o censo norte-americano de 2000, a sua população era de 4825 habitantes.

## Geografia
De acordo com o United States Census Bureau tem uma área de
17,5 km², dos quais 17,4 km² cobertos por terra e 0,1 km² cobertos por água.

## Localidades na vizinhança
O diagrama seguinte representa as localidades num raio de 8 km ao redor de Shanor-Northvue.